# Ханджян
Ханджян (вірм. Խանջյան) — село в марзі Армавір, на заході Вірменії. Село розташоване за декілька кілометрів на північний захід від міста Армавір. Село було засноване у 1957 році як совхоз та назване на честь першого секретаря Комуністичної партії Вірменії — Агасі Ханджяна.